# Lothlórien
Lothlórien este regatul pădurean fictiv din universul trilogiei tolkieniene Stăpânul inelelor, regat aflat sub stăpânirea Doamnei Galadriel și a Seniorului Celeborn.
Acest regat este cel mai frumos dintre toate cele aflate în Pământul de Mijloc îndeosebi datorită lui Galadriel și al inelului ei, Nenya. Ținutul era imposibil de cucerit atât timp cât Galadriel se afla în el, doar dacă însuși Sauron ar fi venit în Lorien. Copacii înalți cu frunze galbene, mallorn, fusesera aduși de Galadriel în timpul celei de-a II-a eră a Pământului de Mijloc și cu ajutorul ei și al inelului Nenya aceștia au crescut inalți făcând Caras Galadhon să pară o cetate suita sus în copaci. Timpul de asemenea era influențat de vrăjitoare, astfel că 8 ani afară erau cat un singur an în pădure "4 ani peste cei 33 ce afară au trecut de când nu ai mai venit in Lórien" (Celeborn i se adresa lui Aragorn).

## Indice Nume
- Caras Galadhon
  - Caras = cetate, fortareata
  - Galadh = copac, pom
- Lothlórien
  - Loth = inflorit
- Anduin
  - An = mare, urias
  - Duin = râu

## Locație
Lothlórien este regatul pădurean situat între Munții Cețoși, Râul Celebrant și Anduin. Acesta este condus de către Galadriel și Celeborn.
Capitala țării este Caras Galadhon intitulată și "Orașul Luminilor și al cântecelor" sau "Fortăreața Copacilor".
Alte orașe : Cerin Amroth.